# コドーニョ
コドーニョ（伊: Codogno）は、イタリア共和国ロンバルディア州ローディ県にある、人口約15,000人の基礎自治体（コムーネ）。県都ローディに次ぎ、県内第2位のコムーネ人口を有する。

## 地理

### 位置・広がり

#### 隣接コムーネ
隣接するコムーネは以下の通り。
- カザルプステルレンゴ
- カステルジェルンド
- フォンビオ
- マレーオ
- サン・フィオラーノ
- ソマーリア
- テッラノーヴァ・デイ・パッセリーニ

### 気候分類・地震分類
気候分類では、zona E, 2545 GGに分類される。
また、イタリアの地震リスク階級 (it) では、zona 3 (sismicità bassa) に分類される。

## 姉妹都市
- ソラーニャ、イタリア